# NBA Street V3
NBA Street V3 es un videojuego creado por EA Sports BIG de la serie de videojuegos de NBA Street. El juego fue lanzado en el año de 2005 para las videoconsolas GameCube, Xbox y PlayStation 2. En este juego no salen tantas leyendas como en la versión anterior pero tiene mejores gráficos y mejor jugabilidad. 
La versión de GameCube tiene 3 personajes extras, los clásicos personajes de Nintendo Mario, Luigi y Peach. Además el juego fue escogido para la serie Player's Choice y por estar considerado el mejor videojuego de baloncesto de la serie de juego de NBA Street.
Al igual que su predecesor, NBA Street V3 se centra en la variación del baloncesto callejero, con partidos de 3 contra 3 y concursos de mates. Los jugadores pueden realizar trucos exagerados para superar a los oponentes y ganar puntos para ganar un Gamebreaker, un tiro o un mate que le otorga al jugador puntos extra y le quita un punto al equipo contrario. 
El modo principal Street Challenge permite a los jugadores crear su propio jugador en el juego, junto con su propia cancha de streetball, acumular reputación, derrotar a equipos rivales y ganar varios concursos y torneos de mates. El juego cuenta con los 30 equipos de la NBA junto con cinco jugadores de cada equipo, así como numerosas leyendas de la NBA como Larry Bird y Magic Johnson.

## Desarrollo
NBA Street V3 fue desarrollado por EA Canadá y fue lanzado bajo la franquicia EA Sports BIG. Su equipo de desarrollo estaba formado en gran parte por las mismas personas que desarrollaron SSX 3 y NBA Street Vol 2. El juego se presentó por primera vez en julio de 2004 y estaba destinado a ser según el productor ejecutivo del juego, William Mozell, "una celebración de la cultura y el estilo inventivo del baloncesto callejero".

## Recepción
El juego tuvo una recepción muy positiva tras su lanzamiento. GameRankings y Metacritic le dieron un puntaje de 88% y 89 de 100 para las versiones de PlayStation 2 y Xbox, y 88% y 88 de 100 para la versión de GameCube.
Detroit Free Press le dio a la versión de PS2 las cuatro estrellas y la calificó como "engañosamente profunda, gráficamente nítida y una belleza para contemplar en manos de dos jugadores expertos". USA Today le dio al juego tres estrellas y media de cuatro, diciendo: "Estilo, estilo y más estilo resume la presentación de la franquicia callejera distintiva de EA. Las canchas lucen auténticas y DJ Bobbito García regresa con más colorido juego a juego. La música es principalmente de artistas clásicos de hip-hop y rap como House of Pain y Beastie Boys, que encajan muy bien en la acción". The Sydney Morning Heraldle otorgó cuatro estrellas de cinco, diciendo: "El juego nunca se ha visto mejor con jugadores profesionales fácilmente reconocibles y canchas vívidamente detalladas. Pero donde esta última entrega sobresale es en opciones mejoradas y personalización para fanáticos serios, al mismo tiempo que ofrece opciones de pick-up acceso para jugar para aquellos que buscan una solución deportiva rápida".

## NBA Street Showdown
La edición port para PlayStation Portable (PSP) se tituló: NBA Street Showdown.